# 3677 Magnusson
3677 Magnusson је астероид главног астероидног појаса чија средња удаљеност од Сунца износи 2,266 астрономских јединица (АЈ).
Апсолутна магнитуда астероида је 14,0.